# Neerach
Neerach är en ort och kommun i distriktet Dielsdorf i kantonen Zürich, Schweiz. Kommunen har 3 316 invånare (2023).
I kommunen finns även orten Riedt, drygt 1 km söder om orten Neerach.